# Saperda moesta tulari
Saperda moesta tulari es una subespecie de escarabajo longicornio del género Saperda, tribu Saperdini, subfamilia  Lamiinae. Fue descrita científicamente por Joutel en 1904.

## Descripción
Mide 7-13 milímetros de longitud.

## Distribución
Se distribuye por Canadá y Estados Unidos.